# Noctua tirrenica
Noctua tirrenica is een vlinder uit de familie van de uilen (Noctuidae). De wetenschappelijke naam werd gepubliceerd in 1983 door Biebinger, Speidel en Hanigk.
De soort komt voor in Europa.